# Pfarrkirche Mürzzuschlag

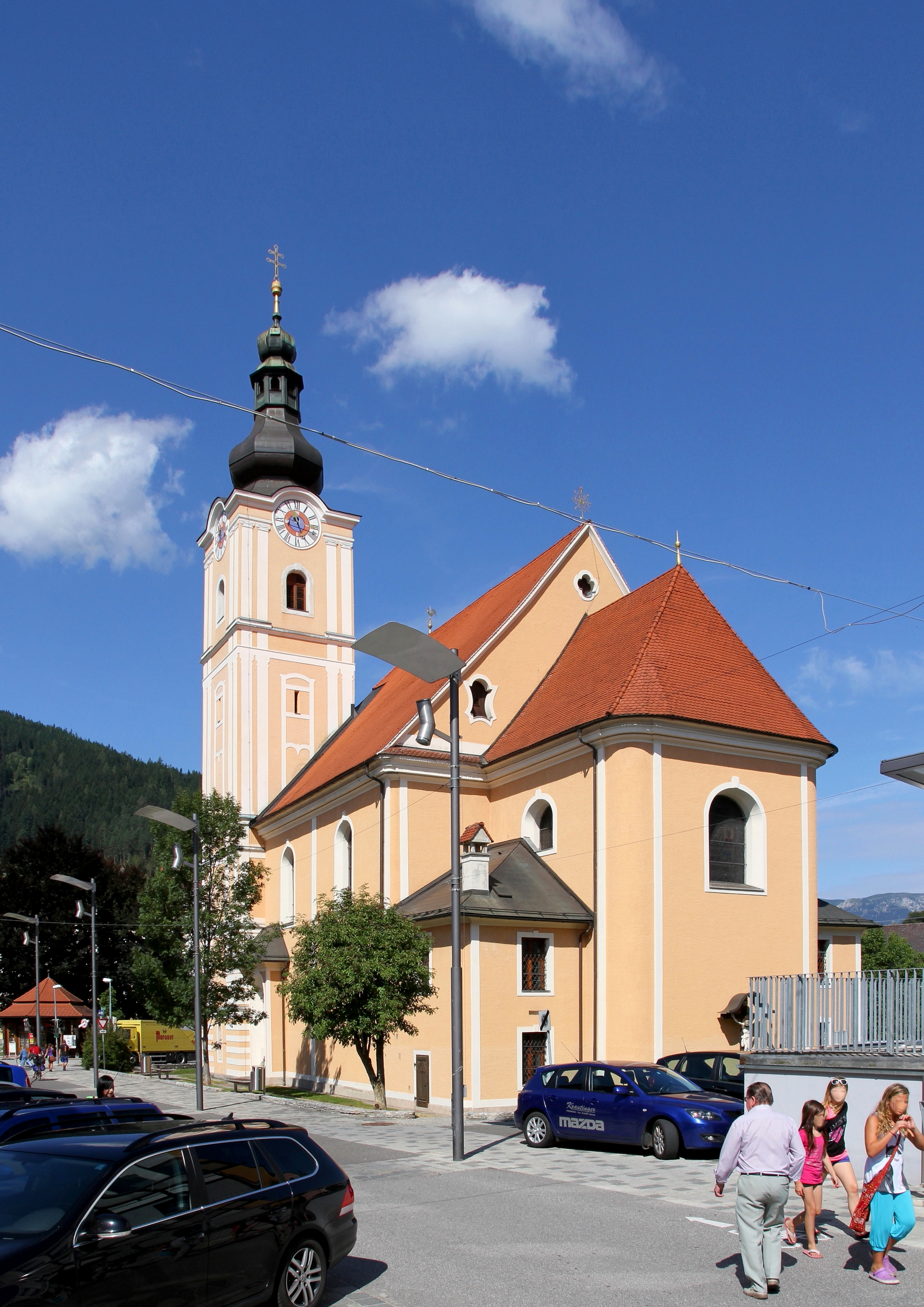
Katholische Pfarrkirche hl. Kunigunde in Mürzzuschlag

Die Pfarrkirche Mürzzuschlag steht in der Stadtgemeinde Mürzzuschlag im Bezirk Bruck-Mürzzuschlag in der Steiermark. Die auf die heilige Kunigunde von Luxemburg geweihte römisch-katholische Pfarrkirche gehört zum Dekanat Mürztal in der Diözese Graz-Seckau. Die Kirche steht unter Denkmalschutz (Listeneintrag).

## Geschichte
Die vermutlich älteste Kirche des Mürztales war ursprünglich wohl dem heiligen Nikolaus geweiht. Urkundlich wurde 1094 erstmals eine Kirche und 1269 eine Pfarre genannt. Vom Ende des 15. Jahrhunderts bis 1786 war die Pfarre dem Stift Neuberg inkorporiert. Ab 1767 erfolgte unter dem Baumeister Martin Rottmayr ein Neubau, 1774 wurde die Kirche geweiht. Die Bausubstanz des gotischen Turms blieb nach dem Umbau weitgehend erhalten. 1961 wurde die Kirchenfassade restauriert, zwischen 1973 und 1974 auch der Innenbereich.

## Architektur

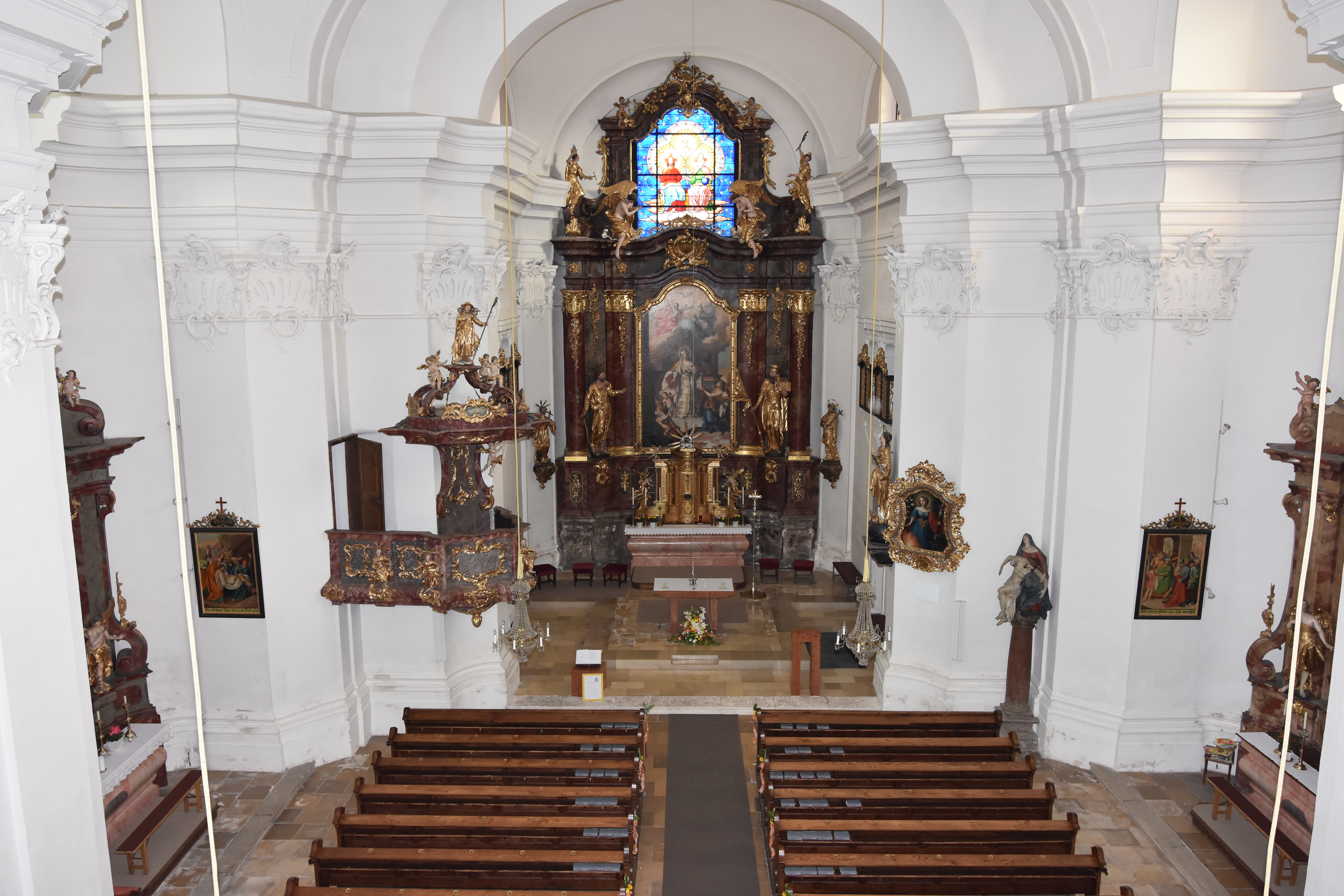
Innenansicht der Pfarrkirche

Das breite dreijochige Langhaus hat zwischen den mächtigen Wandpfeilern ausgerundete Nischen mit Seitenkapellen. Über einem schweren Gesims auf Rokokokapitellen ruhen Platzlgewölbe auf flachen Korbbogengurten. Die Westempore hat eine geschwungene Brüstung. Der eingezogene flach geschlossene einjochige Chor trägt ebenfalls ein Platzlgewölbe. Der in die Südwestecke eingestellte sechsgeschoßige Glockenturm zeigt eine barocke Putzquaderung, Putzlisenen und Putzdoppelpilaster. Die Turmkapelle hat tief herabgezogene Kreuzrippen. Das oberste Geschoß ist im Barockstil mit Zwiebeldach und Laterne gestaltet. Die Südwand des Langhauses zeigt das Wappen der Steiermark mit Bindenschild und Herzogshut.
Die figuralen Glasmalereifenster entstanden 1890.
Es gibt außen Wappengrabsteine aus 1557 und dem 18. Jahrhundert.

## Ausstattung
Eine Glocke nennt die Jahresangabe 1753.

## Orgel

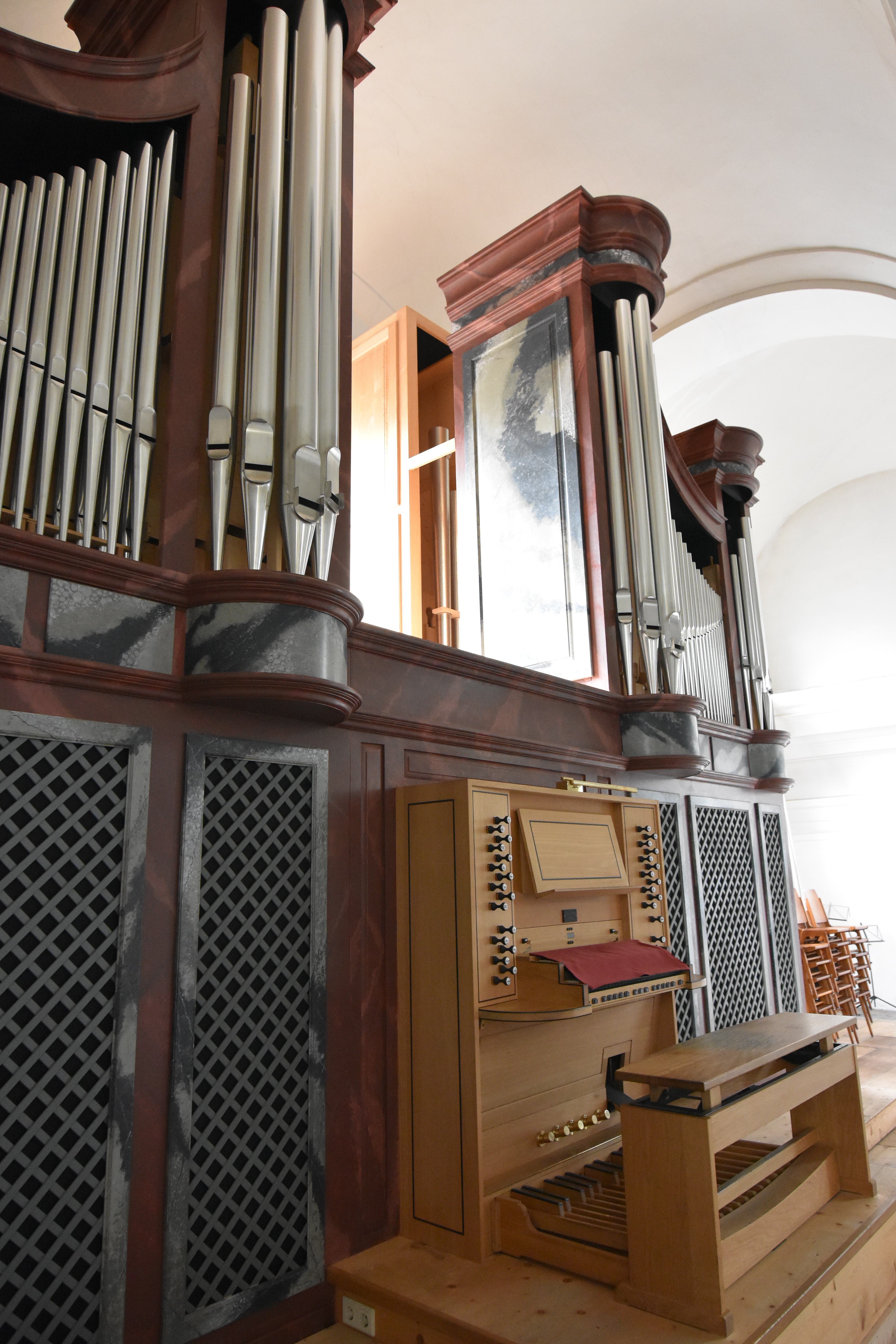
Orgel der Pfarrkirche

Die heutige Orgel in der Stadtpfarrkirche Mürzzuschlag ist ein Werk des Tiroler Orgelbaumeisters Christian Erler. Das Schleifladeninstrument wurde 2010 gebaut und am 10. Oktober 2010 geweiht. Es hat derzeit 25 Register verteilt auf 2 Manuale und Pedal, mechanische Spieltraktur sowie elektrische Registertraktur. Die Setzeranlage erlaubt es, 4000 Kombinationen zu speichern und über Druckknöpfe und Pistons auszuwählen. Auf der Video-Plattform Youtube finden sich einige Videos von der Orgel. Sie wird intensiv in Gottesdiensten und Konzerten, aber auch als Unterrichtsinstrument genutzt.
| I Grand-Orgue C–g3 |                         |       |
| 1.                 | Bourdon                 | 16′   |
| 2.                 | Montre                  | 8′    |
| 3.                 | Flûte harmonique        | 8′    |
| 4.                 | Viole de gambe (vakant) | 8′    |
| 5.                 | Prestant                | 4′    |
| 6.                 | Flûte à cheminée        | 4′    |
| 7.                 | Nazard                  | 2 ⁄3′ |
| 8.                 | Doublette               | 2′    |
| 9.                 | Plein jeu III–V         | 2′    |
| 10.                | Trompette harmonique    | 8′    |

| II Récit C–g3 |                      |        |
| 11.           | Bourdon              | 8′     |
| 12.           | Salicional           | 8′     |
| 13.           | Voix céleste         | 8′     |
| 14.           | Octave               | 4′     |
| 15.           | Flûte traversière    | 4′     |
| 16.           | Quinte               | 2 ⁄3′  |
| 17.           | Flûte                | 2′     |
| 18.           | Tierce               | 1 3⁄5′ |
| 19.           | Fourniture III-IV    | 1 ⁄3′  |
| 20.           | Cornet V (Sammelzug) | 8′     |
| 21.           | Hautbois             | 8′     |
|               | Tremblant            |        |

| Pedal C–f1 |          |     |
| 22.        | Montre   | 16′ |
| 23.        | Soubasse | 16′ |
| 24.        | Diapason | 8′  |
| 25.        | Bourdon  | 8′  |
| 26.        | Octave   | 4′  |
| 27.        | Bombarde | 16′ |

- Koppeln: II/I, I/P, II/P als Züge und Pistons
- Spielhilfen: Setzeranlage 4000-fach, Sequenzer Knöpfe und Pistons